# Genlisea repens
Genlisea repens är en tätörtsväxtart som beskrevs av Benj.. Genlisea repens ingår i släktet Genlisea och familjen tätörtsväxter. Inga underarter finns listade i Catalogue of Life.

## Bildgalleri

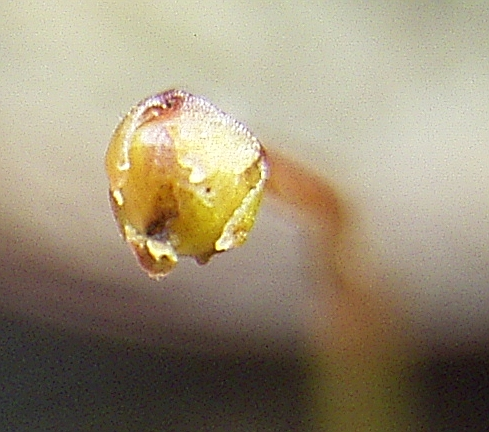
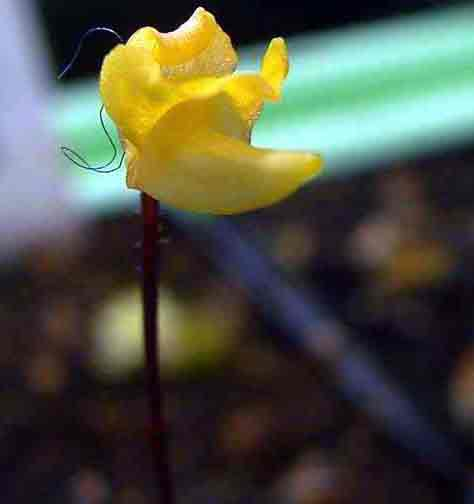